# Ишбулатов, Нагим Хажгалиевич
Нагим Хажгалиевич Ишбулатов (баш. Нәғим Хажғәле улы Ишбулатов; 1928—2006) — советский языковед. Доктор филологических наук (1975), профессор (1981). Заслуженный деятель науки Башкирской АССР (1980).

## Биография
Ишбулатов Нагим Хажгалиевич родился 10 августа 1928 года в деревне Казмашево Тамьян-Катайского кантона Башкирской АССР.
В 1952 году окончил Башкирский педагогический институт имени К. А. Тимирязева (ныне Уфимский университет науки и технологий).
В 1955—1966 гг. являлся сотрудником Института истории, языка и литературы Башкирского филиала АН СССР.
В 1966—1968 гг. был заведующим Башкирским филиалом научно-исследовательского института национальных школ Академии педагогических наук РСФСР.
В 1968—1988 гг. работал заведующим кафедрой башкирского языкознания в Башкирском государственном университете (ныне Уфимский университет науки и технологий), а с 1988 года — профессор того же университета.
Умер 7 февраля 2006 года в Уфе.

## Научная деятельность
Ишбулатов Нагим Хажгалиевич является автором свыше 60 научных трудов, среди которых — учебные пособия для средних школ и высших учебных заведений.
Основными направлениями научных исследований является диалектология, фонетика, морфологи, лексикография и орфография башкирского языка. Ишбулатов дал характеристику диалектов башкирского языка на фонетическом, морфологическом и лексическом уровнях в сравнении с другими тюркскими языками, финно-угорскими языками и т. д. Является одним из авторов-составителей «Русско-башкирского словаря» (1964), «Башҡорт һөйләштәренең һүҙлеге» (в 2 т., 1967—70; «Словарь башкирских говоров»).
Большую известность получили его книги «Современный башкирский язык. Классификация частей речи», «Современный башкирский язык. Система норм литературного языка», «Фонетика башкирского языка», «Сравнительное исследование диалектов башкирского языка» и другие. Нагим Хажгалиевич участвовал в составлении диалектических словарей башкирского языка и в редактировании «Словаря башкирского языка» (в 2 т., 1993, издательство «Русский язык»).

### Основные труды
- Башкирский диалектологический сборник. — М., 1959. (соавт.)
- Современный башкирский язык. Классификация частей речи. — Уфа: Башкнигоиздат, 1962.
- Кизильский говор // Башкирская диалектология. — Уфа, 1963.
- Лексические параллели в башкирском и финно-угорских языках // Некоторые вопросы урало-алтайского языкознания: Сборник науч. тр. — Уфа, 1970. — Вып.42. — С. 32-39.
- Современный башкирский язык. Система норм литературного языка. — Уфа: Башкнигоиздат, 1972.
- Башкирский язык: Учебник для IV класса. — Уфа: Китап, 1980. — 220 с.
- Башкирская диалектология: Учебное пособие для студентов. — Уфа: Китап, 1974. — 120с.
- Башкирская диалектология. — Уфа: Башкнигоиздат, 1980. — 200с.
- Фонетика башкирского языка. — Уфа: БашГУ, 1980.
- Грамматика современного башкирского языка. — Уфа, 1981. (соавт.)
- О сравнительном изучении фонетических особенностей диалектов башкирского языка // Советская тюркология. — 1981. — № 3. — С. 63—70.
- Современный башкирский язык. — Уфа: БашГУ, 1986. (соавт.)
- Сравнительное исследование диалектов башкирского языка. — Уфа: БашГУ, 1986.
- Хәҙерге башҡорт әҙәби теле: Фонетика. Морфология. Юғары уҡыу йорттарының филология факультеты студенттары өсөн уҡыу ҡулланмаһы. — Өфө: БДУ нәшриәте, 1987. — 180 б. (соавт.)
- Башкирский язык и его диалекты. — Уфа: Китап, 2000. (баш.)

## Награды и звания
- Заслуженный деятель науки Башкирской АССР;
- Отличник высшей школы СССР;
- Награждён медалью «За доблестный труд в Великой Отечественной войне 1941—1945 годов».